# Почесна медаль «За 25 років служби в добровольчій пожарній чи рятувальній команді»
Почесна медаль «За 25 років служби в добровольчій пожарній чи рятувальній команді» (нім. Ehrenmedaille für 25-jährige verdienstvolle Tätigkeit auf dem Gebiete des Feurwehr- und Rettungswessens) ― австро-угорська нагорода, заснована 24 листопада 1905 року імператором Францом Йосифом І.

## Історія
24 листопада 1905 року наказом  імператора Австро-Угорщини Франца Йосифа І для відзначення тих, хто 25 років відслужив в добровольчій пожарній чи рятувальній команді.
Нагорода була заснована з ініціативи пожежних, які цілком справедливо вважали, що їхня важка і небезпечна праця недостатньо оцінена вищим керівництвом держави. Для того, щоб отримати медаль, необхідно було подати письмове прохання на ім'я керівника району або області і надати докази бездоганної служби на цьому терені протягом не менше 25 років. 

## Опис
Медаль діаметром 32 мм виготовлялася з бронзи (іноді власники могли самостійно її золотити). На аверсі зображений профіль Франца Йосифа, звернений праворуч та оточений лавровим вінком. На реверсі був напис «лат. Fortidudini virtuti et perseverantiæ» «Хоробрість, доблесть, витримка». Носили нагороду на трикутній стрічці темно-жевтого кольору з лівого боку грудей.